# Troodon
Troodon („zraňující zub“) byl rod menšího vývojově vyspělého teropodního dinosaura, který žil v období pozdní křídy, asi před 77 až 74 miliony let. Fosilie tohoto teropoda byly objeveny v kanadské Albertě, americkém Wyomingu a Montaně. První fosilní zuby byly popsány roku 1856 ze souvrství Judith River a patří k nejstarším dinosauřím fosiliím, objeveným na území Severní Ameriky. Další fosilie tohoto rodu byly patrně objeveny také v sedimentech souvrství Dinosaur Park, souvrství Oldman a některých dalších. Fosilie podobných teropodů byly objeveny také na území Číny.

## Nejistá systematika
V první polovině 20. století byly do rodu Troodon mylně řazeny také fosilie některých pachycefalosauridů, tedy zcela nepříbuzných ptakopánvých dinosaurů (například dnešní rody Stegoceras a Sinocephale).
Další exemplář, dříve řazený do tohoto rodu, byl v roce 2017 popsán jako samostatný rod a druh, Albertavenator curriei.. Ve vědecké studii se objevují i odvážné údaje, podle kterých se jeví jako možné, že ve skutečnosti zde byly dva druhy troodontidů označovaných dříve jako T. formosus - Latenivenatrix a Stenonychosaurus, přičemž jméno Troodon je vlastně neplatné. Rod Pectinodon, známý jen podle fosilních zubů ze souvrství Lance a Hell Creek (a nejspíš i staršího souvrství Dinosaur Park), byl po dlouhou dobu považován za mladší synonymum rodu Troodon, podle vědecké studie z roku 2013 je ale spíše samostatným a platným rodem troodonovi blízce příbuzného troodontidního teropoda. Fosilie podstatně větších zástupců tohoto rodu jsou známé ze severněji ležícího souvrství Prince Creek na území Aljašky.

## Popis
Byl to asi 2,5 metru dlouhý, přes 1 metr vysoký a zhruba 35 kilogramů vážící teropod. Reprezentoval v rámci skupiny Deinonychosauria čeleď Troodontidae. Troodon měl protáhlou štíhlou lebku s malými, trojúhelníkovými zuby, velkýma, dopředu směřujícíma očima, a velkým mozkem. Měl také dlouhý ocas, který ale na rozdíl od deinonycha nebyl vyztužen zkostnatělými šlachami. Dále disponoval chápavými předními končetinami, které zřejmě spolu s nebezpečným pohyblivým drápem na druhém prstě zadních končetin, pomáhaly přidržet a zabít kořist. Jiní paleontologové se domnívají, že tito dinosauři pomocí srpovitých drápů šplhali po stromech. Tato teorie však dosud není potvrzená a vzhledem ke skutečnosti, že u velociraptora se využití za účelem usmrcení potvrdilo, je možné, že jejím primárním účelem skutečně mohlo být drásání kůže oběti. Troodon se pravděpodobně živil drobnými obratlovci (nejspíše mláďaty jiných dinosaurů, savci a ještěrkami). Díky velkým očím viděl dobře i za ranního a večerního šera, kdy vycházel na lov. Podobal se tedy, silou a postavením v přírodě, dnešním rysům, případně pumám.

## Paleobiologie
Relativní velikost mozku troodona je jedna z největších mezi známými neptačími dinosaury (EQ až 6,5 – tedy 6,5krát větší mozek, než má stejně velký krokodýl) a je modelovým rodem dinosaura pro hypotézy o inteligentních dinosaurech (dinosauroidech). Podle některých výpočtů měl však ještě vyšší hodnotu EQ jiný teropod – bambiraptor, a to dokonce snad 12,5–13,8 (což by znamenalo inteligenci srovnatelnou například s dnešními šelmami a mnohem vyšší, než má jakýkoliv dnešní plaz). Ovšem bylo objeveno pouze mládě bambiraptora které mělo k poměru k tělu mnohem větší hlavu. Na základě anatomie a fyziologie troodona byly v 80. letech 20. století vytvořeny modely hypotetického sapientního dinosaura (tzv. „dinosauroida“). Russell z těchto faktů vyvozoval hypotetický závěr, že pokud by se troodontidní dinosauři mohli dále vyvíjet v průběhu kenozoika, jejich mozky by se nadále zvětšovaly a jejich inteligence by rostla. Žádné průkazné fosilní doklady pro takový druh vývoje u pozdně druhohorních teropodů nicméně k dispozici nemáme.
Charakteristikou těchto teropodů byl každopádně jejich poměrně velký mozek a s ním související relativně vysoká inteligence. Spekuluje se dokonce o možnosti, že někteří z těchto dinosaurů mohli být schopni používat jednoduché nástroje (v podobě větví, kamenů apod.).
V sedimentech souvrství Two Medicine byly objeveny fosilní vývržky (částečně natrávené kousky potravy), náležející patrně troodonům. Jejich součástí byly i kůstky malých savců.

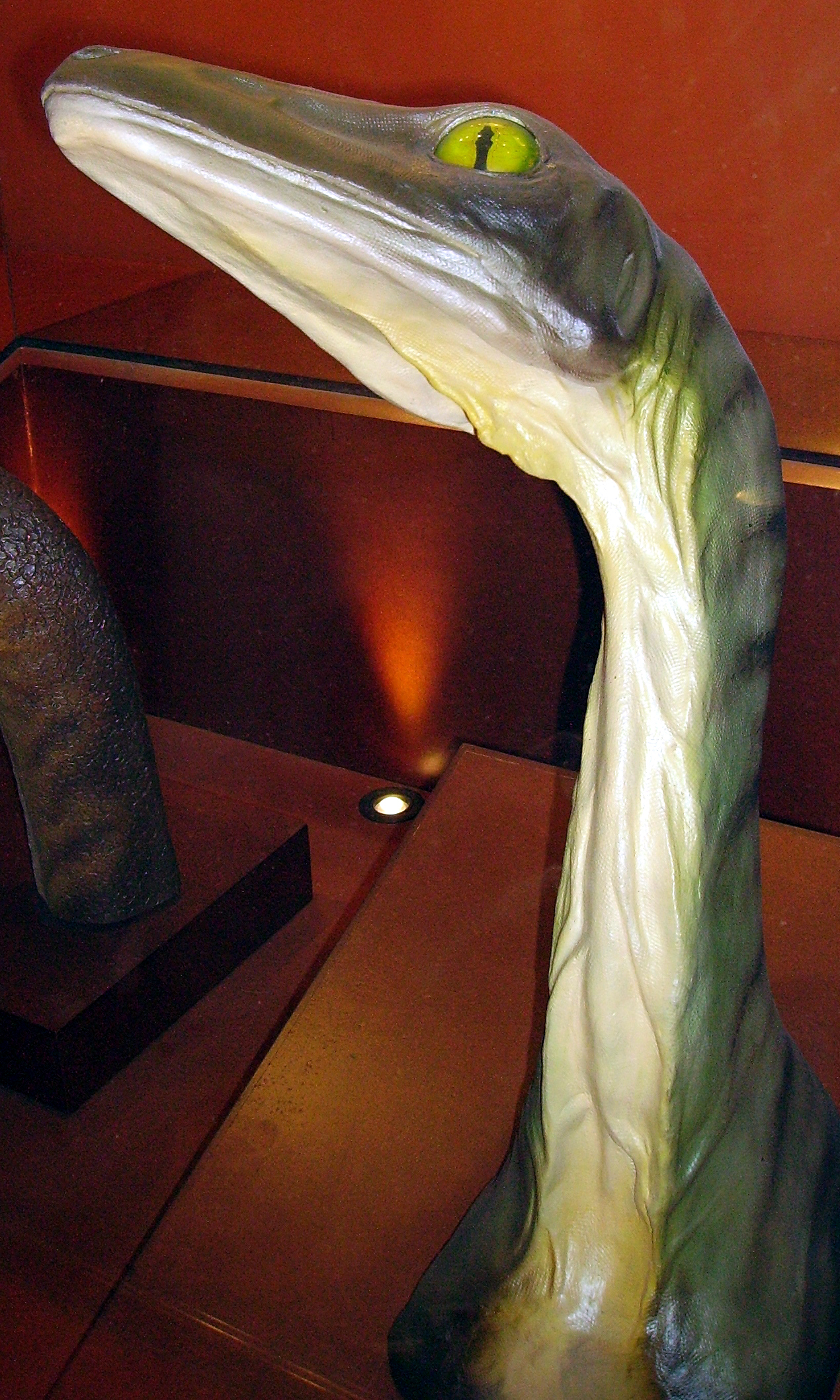
Zastaralý vzhled troodona, rekonstrukce bez pernatého pokryvu těla.

## Reprodukce
Výzkum fosilních vajec a embryí troodonů ukázal, že doba inkubace činila asi 74 dní, což je zhruba na polovině cesty mezi současnými plazy (průměr 107,3 dne) a ptáky (44,4 dne). Odhadovaná hmotnost vajíčka druhu T. formosus činila 314 gramů.
V roce 2020 byla publikována odborná studie o pravděpodobné tepelné inkubaci (zahřívání vajíček vlastním tělesným teplem) u troodonů.
Troodonti patrně hnízdili v početných skupinách a na vejcích seděli podobně jako dnešní ptáci. Vaječná skořápka však mineralizovala spíše v podmínkách podobných těm u vajíček současných plazů.

## V populární kultuře
Trpasličí Troodon se objevuje ve dvou dílech pseudo-dokumentu Dinosaur Planet (díly Pod's Travels a Little Das hunt), stejně jako ve 3. dílu dokumentu Planet Dinosaur s názvem Poslední zabijáci. Troodon se objevuje v šestém díle fiktivně-dokumentární série Prehistorický park. Jako snadná kořist je Troodon zobrazen také v dokumentu Země Albertosaura. V roce 2011 jej znovu přivedli k životu tvůrci filmu Putování dinosaurů, který zobrazoval Troodona jako opeřeného dinosaura, který přežívá drsnou zimu v arktické divočině. Troodoni jsou také zmiňováni v knize Poslední dny dinosaurů, kde představují menší opeřené zabijáky, označované jako tvory, kteří by v případě přežití vymírání na konci křídy mohli vytvořit jakousi civilizovanou, poměrně vysoce inteligentní rasu.

### Česká literatura
- SOCHA, Vladimír (2021). Dinosauři – rekordy a zajímavosti. Nakladatelství Kazda, Brno. ISBN 978-80-7670-033-8 (str. 98)